# Southampton Water
Southampton Water är en vik i Storbritannien.   Den ligger i riksdelen England, i den södra delen av landet, 110 km sydväst om huvudstaden London.